# Округ Гвадалупи (Тексас)
Округ Гвадалупи (енгл. Guadalupe County) је округ у америчкој савезној држави Тексас. По попису из 2010. године број становника је 131.533.

## Демографија
Према попису становништва из 2010. у округу је живело 131.533 становника, што је 42.510 (47,8%) становника више него 2000. године.
| Група             | 2000.          | 2010.          |
| Белци             | 52.858 (59,4%) | 72.086 (54,8%) |
| Афроамериканци    | 4.460 (5,0%)   | 8.512 (6,5%)   |
| Азијати           | 772 (0,9%)     | 1.861 (1,4%)   |
| Хиспаноамериканци | 29.561 (33,2%) | 46.889 (35,6%) |
| Укупно            | 89.023         | 131.533        |